# 马拉尼昂州新奥林达
马拉尼昂州新奥林达（葡萄牙語：Nova Olinda do Maranhão）是巴西马拉尼昂州的一个市镇。总面积2464.124平方公里，总人口17410人，人口密度7.1人/平方公里。